# Landtagswahlkreis Unna II
Der Landtagswahlkreis Unna II ist ein Landtagswahlkreis in Nordrhein-Westfalen. Er umfasst seit 1980 (ausgenommen 2000) die Städte Lünen, Selm und Werne im Kreis Unna, die zusammen mit Hamm den Bundestagswahlkreis Hamm – Unna II bilden.

## Landtagswahl 2022
Wahlberechtigt waren 106.453 Einwohner, von denen 50,6 % (rund 54.000) an der Wahl teilnahmen. Da sich mit Ina Scharrenbach (CDU) eine aktuelle Landesministerin und mit Rainer Schmeltzer (SPD) ein ehemaliger Landesminister um das Direktmandat beworben haben, bekam der Wahlkreis überregionale Aufmerksamkeit.
| Direktkandidat        | Partei | Erststimmen in % | Zweitstimmen in % |
| --------------------- | ------ | ---------------- | ----------------- |
| Rainer Schmeltzer     | SPD    | 37,3             | 32,8              |
| Ina Scharrenbach      | CDU    | 32,4             | 33,8              |
| Gerrit Heil           | GRÜNE  | 12,4             | 13,9              |
| Friederike Hagelstein | AfD    | 6,8              | 6,8               |
| Pascal Rohrbach       | FDP    | 4,8              | 4,7               |
| –                     | Übrige | 6,3              | 8,0               |

Der Wahlkreis wird im Landtag weiterhin durch den zum sechsten Mal in Folge direkt gewählten Wahlkreisabgeordneten Rainer Schmeltzer (SPD) vertreten, der dem Parlament seit 2000 angehört.

## Landtagswahl 2017
Wahlberechtigt waren 108.778 Einwohner, von denen 62,7 % an der Wahl teilnahmen.
| Direktkandidat    | Partei  | Erststimmen in % | Zweitstimmen in % |
| ----------------- | ------- | ---------------- | ----------------- |
| Rainer Schmeltzer | SPD     | 41,8             | 37,5              |
| Marco Pufke       | CDU     | 31,6             | 29,2              |
| Marion Küpper     | GRÜNE   | 4,3              | 4,6               |
| Denise Jücker     | FDP     | 8,0              | 9,9               |
| Marc Elsbeck      | PIRATEN | 1,9              | 1,1               |
| Udo Gabriel       | LINKE   | 4,7              | 4,3               |
| Michael Schild    | AfD     | 7,6              | 6,9               |
| –                 | Übrige  | –                | 4,5               |

Der Wahlkreis wird im Landtag durch den direkt gewählten Wahlkreisabgeordneten Rainer Schmeltzer (SPD) vertreten, der dem Parlament seit 2000 angehört.

## Landtagswahl 2012
Wahlberechtigt waren 110.197 Einwohner.
| Direktkandidat    | Partei  | Erststimmen in % | Zweitstimmen in % |
| ----------------- | ------- | ---------------- | ----------------- |
| Michael Zawisch   | CDU     | 26,2             | 22,8              |
| Rainer Schmeltzer | SPD     | 50,4             | 47,8              |
| Benjamin Benke    | GRÜNE   | 8,0              | 8,8               |
| Roland Giller     | FDP     | 3,6              | 5,7               |
| Joachim Timm      | LINKE   | 2,8              | 2,5               |
| Jeannine Tembaak  | PIRATEN | 8,9              | 8,3               |
| –                 | Übrige  | –                | 4,2               |

## Landtagswahl 2010
Wahlberechtigt waren 110.518 Einwohner.
| Direktkandidat          | Partei  | Erststimmen in % | Zweitstimmen in % |
| ----------------------- | ------- | ---------------- | ----------------- |
| Rainer Schmeltzer       | SPD     | 46,5             | 43,1              |
| Niels Neugebauer        | CDU     | 31,9             | 29,8              |
| Wolfhard von Boeselager | GRÜNE   | 8,2              | 9,3               |
| Roland Giller           | FDP     | 3,8              | 5,1               |
| Joachim Timm            | LINKE   | 6,0              | 6,0               |
| Arnd Brakelmann         | NPD     | 1,9              | 1,5               |
| Jeannine Tembaak        | PIRATEN | 1,8              | 2,0               |
| –                       | Übrige  | –                | 3,2               |

## Landtagswahl 2005
Wahlberechtigt waren 111.353 Einwohner.
| Direktkandidat     | Partei | Stimmen in % |
| ------------------ | ------ | ------------ |
| Rainer Schmeltzer  | SPD    | 44,4         |
| Klaus Stallmann    | CDU    | 41,3         |
| Thomas Staschat    | FDP    | 4,2          |
| Britta Richter     | GRÜNE  | 4,2          |
| Peter Kleimann     | REP    | 0,9          |
| Finn Klaas Siebert | PDS    | 1,1          |
| Axel Thieme        | NPD    | 1,3          |
| Peter Trautner     | WASG   | 2,6          |

## Landtagswahl 2000
Bei der Wahl 2000 umfasste Unna II Bergkamen, Bönen und Kamen sowie einen Teil von Unna, dies entspricht in etwa dem heutigen Landtagswahlkreis Unna III – Hamm II. Lünen und Selm bildeten den Wahlkreis Unna III, Werne gehörte zu Hamm II - Unna IV. Wahlberechtigt waren 98.465 Einwohner.
| Direktkandidat              | Partei | Stimmen in % |
| --------------------------- | ------ | ------------ |
| Peer Steinbrück             | SPD    | 59,1         |
| Elke Middendorf             | CDU    | 24,5         |
| Detlef Knop                 | FDP    | 7,2          |
| Hans-Joachim Nadolski-Voigt | GRÜNE  | 6,0          |
| Harald Bittner              | REP    | 1,7          |
| Werner Engelhardt           | MLPD   | 0,2          |
| Ulrich Wohlgemuth           | PDS    | 1,3          |